# Сотер
Соте́р (др.-греч. σωτήρ, «спаситель, хранитель»; жен. — греч. σώτειρα) — первоначально эпитет Зевса и, реже, других богов-олимпийцев.
Культ Зевса Сотера был распространен в Древней Греции, приобретая в некоторых случаях черты полисного: статуя Зевса Сотера находилась на афинской агоре в святилище Зевса Элевтерия (Зевса-Освободителя), по свидетельству Ликурга Афинского в Пирее было совместное святилище Зевса Сотера и Афины Сотейры, в котором приносились жертвоприношения «во благо буле и демоса».
В эллинистическое время эпитет «Сотер» стал использоваться в титуловании правителей эллинистических государств, возникших из владений диадохов:
- Египет.
  - Птолемей I Сотер.
  - Птолемей IX Сотер II.
  - Птолемей XI Александр II (Птолемей XI Сотер).
- Сирия.
  - Антиох I Сотер.
  - Селевк III Керавн, или Сотер.
  - Деметрий I Сотер.
- Пергам.
  - Аттал I Сотер.

В Римской империи эпитеты Сотер и Сотейра (Сотерия) стали использоваться и в качестве имен, так, например, известны епископ римский Сотер (? — 174 (175)) и мученица Сотерия Римская (ок. 305).
Впоследствии эпитет «Сотер» был воспринят в христианстве по отношению к Иисусу Христу. Эпитет входил в состав акронима Ихтис. 
В иудаизме термин «Сотер» означает «разрушение построенного» (см. Шаббат).